# Tit Meni
Tit Meni (en llatí: Titus Maenius) va ser un militar romà del segle ii aC. Formava part de la gens Mènia, una gens romana d'origen plebeu.
Va ser pretor urbà l'any 186 aC, i després va servir com a tribú dels soldats o tribú militar l'any 180 aC en l'exèrcit del pretor Quint Fulvi, que va combatre contra els celtibers d'Hispània a la zona central del territori.